# Tesoro umano vivente

Un Tesoro umano vivente è, secondo l'UNESCO, una persona che possiede in misura elevata le conoscenze e le abilità richieste per eseguire o ricreare elementi specifici del patrimonio culturale immateriale. Questo riconoscimento viene assegnato dal governo nazionale a una persona considerata tesoro nazionale mentre è ancora viva. In Giappone il titolo è anche conosciuto come Tesoro nazionale vivente.

## Storia
Nel 1950 il governo del Giappone iniziò a designare alcuni individui o gruppi che incarnavano valori culturali nazionali intangibili come tesori umani viventi. Questo era complementare a edifici o luoghi di grande valore culturale e storico designati come tesori nazionali. I tesori umani viventi divennero così idonei per la protezione speciale e il sostegno del governo. Alcuni degli antichi mestieri protetti inizialmente erano ceramica, musica, carta fatta a mano, bambole, e fabbricazione di spade; successivamente sono stati ampliati per includere anche canto, danza, cucina e altre categorie.
Diversi paesi hanno seguito l'esempio con i propri programmi ufficiali di riconoscimento dei valori culturali immateriali e delle persone che li incarnano, tra i quali Francia, Filippine, Romania, Corea del Sud e Thailandia.
Nel 1993 il governo della Corea del Sud ha proposto al Comitato esecutivo dell'Unesco l'istituzione di un programma codificato di Tesori umani viventi per tutti gli Stati membri. Il Comitato ha adottato una decisione e ha invitato gli Stati membri a istituire e promuovere i propri sistemi nazionali. L'Unesco, con la sua sezione Patrimonio culturale immateriale dell'umanità, ha presentato definizioni e linee guida per sostenere i programmi dei tesori umani viventi.

## Definizioni
Gli Stati membri, nella 32ª Conferenza generale dell'Unesco del 17 ottobre 2003, hanno adottato la Convenzione per la salvaguardia del patrimonio culturale immateriale. Le definizioni di ciò che costituisce un tesoro umano vivente sono:
(ii) Il patrimonio culturale immateriale, o patrimonio vivente, è costituito da pratiche ed espressioni, nonché da conoscenze, abilità e valori ad esse associati, che comunità e gruppi riconoscono come parte del proprio patrimonio culturale.

Questo patrimonio viene trasmesso di generazione in generazione, per la maggior parte oralmente. Viene costantemente ricreato in risposta ai cambiamenti nell'ambiente sociale e culturale. Fornisce a individui, gruppi e comunità un senso di identità e continuità e costituisce una garanzia di sviluppo sostenibile.
(iii) Il patrimonio culturale immateriale si manifesta tra l'altro nei seguenti ambiti, fermo restando che le espressioni del patrimonio culturale immateriale possono appartenere contemporaneamente a più di questi ambiti:

(a) le tradizioni ed espressioni orali, compresa la lingua come veicolo del patrimonio culturale immateriale;

(b) le arti dello spettacolo;

(c) le pratiche sociali, i rituali e gli eventi festivi;

(d) le conoscenze e le pratiche riguardanti la natura e l'universo;

(e) le tecniche artigianali tradizionali. "(articolo 2.2 della Convenzione per la salvaguardia del patrimonio culturale immateriale).
(iv) Per salvaguardia del patrimonio culturale immateriale si intende:

"Le misure volte a garantire la sostenibilità del patrimonio culturale immateriale, comprese l'identificazione, la documentazione, la ricerca, la conservazione, la protezione, la promozione, la valorizzazione, la trasmissione attraverso l'educazione formale e non formale, nonché la rivitalizzazione dei vari aspetti di tale patrimonio." (articolo 2.3)»
1. ↑  (FR) Les Trésors humains vivants: un ancien programme de l'UNESCO, su unesco.org.
2. ↑  (FR) Les Maîtres d’Art, su maitresdart.fr.
3. ↑  (EN) Gawad sa Manlilikha ng Bayan, su ncca.gov.ph. URL consultato il 13 settembre 2021 (archiviato dall'url originale il 22 febbraio 2022).
4. ↑  (EN) Former furrier to the Romanian royalty named 'living human treasure' by UNESCO, su romania-insider.com, 30 novembre 2012.
5. ↑  (EN) Choi Sung-ja, Fifty Years of Endeavors for Preservation and Transmission, su koreana.or.kr. URL consultato il 31 maggio 2014 (archiviato dall'url originale il 31 maggio 2014).
6. ↑  (TH) National Artist, su art2.culture.go.th. URL consultato il 28 ottobre 2020 (archiviato dall'url originale il 28 ottobre 2020).
7. 1 2  (FR) Directives pour lʹétablissement de systèmes nationaux de "Trésors humains vivants" (PDF), su ich.unesco.org.